# Taphozous achates
Taphozous achates é uma espécie de morcego da família Emballonuridae. Endêmica da Indonésia, pode ser encontrada nas ilhas de Savu, Roti, Semau e possivelmente Timor.